# Lisa Eilbacher
Lisa Marie Eilbacher (Dhahran, 05 de maio de 1956) é uma ex-atriz americana, mais conhecida pelo papel de Jenny Summers, em Beverly Hills Cop (1984). Eilbacher nasceu na Arábia Saudita, enquanto seu pai, um executivo da indústria do petróleo, morava no país. É casada com o fotógrafo Brad May.

## Filmografia
Principais atuações:

### Cinema
| ANO  | TÍTULO                        | PERSONAGEM                |
| ---- | ----------------------------- | ------------------------- |
| 1972 | The War Between Men and Women | Caroline Kozlenko         |
| 1977 | Run for the Roses             | Carol                     |
| 1981 | On the Right Track            | Jill Klein                |
| 1982 | An Officer and a Gentleman    | Casey Seeger              |
| 1983 | 10 to Midnight                | Laurie Kessler            |
| 1984 | Beverly Hills Cop             | Jeannette 'Jenny' Summers |
| 1988 | Deadly Intent                 | Laura Keaton              |
| 1988 | Never Say Die                 | Melissa Jones             |
| 1989 | Leviathan                     | Bridget Bowman            |
| 1991 | The Last Samurai              | Susan                     |
| 1992 | Live Wire                     | Terry O'Neill             |

### Seriados
| ANO       | TÍTULO                              | PERSONAGEM                             | NOTAS  |
| --------- | ----------------------------------- | -------------------------------------- | ------ |
| 1969      | My Three Sons                       | Bunny                                  | 1ep.   |
| 1972      | Bonanza                             | Eloise                                 | 1ep.   |
| 1973      | The Waltons                         | Jeanette                               | 1ep.   |
| 1973      | The Brady Bunch                     | Vicki                                  | 1ep.   |
| 1973      | Owen Marshall, Counselor at Law     | Jeannie Holden                         | 1ep.   |
| 1973      | Gunsmoke                            | Melody                                 | 1ep.   |
| 1974      | The Texas Wheeler                   | Sally                                  | 1ep.   |
| 1974      | Apple's Way                         | Gloria                                 | 1ep.   |
| 1974      | Shazam!                             | Cathy Moore                            | 1ep.   |
| 1975      | Movin' On                           | Cathy                                  | 1ep.   |
| 1975      | Gunsmoke                            | Lailee                                 | 1ep.   |
| 1975      | Caribe                              | Cindee                                 | 1ep.   |
| 1976      | The Streets of San Francisco        | Gail Dobbs                             | 1ep.   |
| 1977      | The Hardy Boys/Nancy Drew Mysteries | Callie Shaw                            | 7eps.  |
| 1977      | The Amazing Spider-Man              | Judy Tyler                             | 1ep.   |
| 1977      | Man from Atlantis                   | Juliet                                 | 1ep.   |
| 1978      | Hawaii Five-O                       | Elaine Sebastian                       | 1ep.   |
| 1982      | Simon & Simon                       | Stacey Wheeler Maggie e Sharon Dameron | 2eps.  |
| 1983      | Ryan's Four                         | Sorenson                               | 1ep.   |
| 1985      | Me and Mom                          | Kate Morgan                            | 6eps.  |
| 1986      | The Twilight Zone                   | Andie Fields                           | 1ep.   |
| 1990 1991 | Midnight Caller                     | Nicky Molloy                           | 19eps. |